# Église Notre-Dame-et-Saint-Martin de Cruis
L'église Notre-Dame-et-Saint-Martin est une église située à Cruis, en France.

## Localisation
L'église est située sur la commune de Cruis, dans le département français des Alpes-de-Haute-Provence.

## Historique
L'édifice est inscrit au titre des monuments historiques en 1925.